# آلف براون (بازیکن فوتبال، زاده ۱۹۰۷)
آلف براون (انگلیسی: Alf Brown؛ 22 February 1907 – ۱۹۹۴ (۸۶−۸۷ سال)) بازیکن فوتبال بود.
از باشگاه‌هایی که در آن بازی کرده‌است می‌توان به باشگاه فوتبال نورث‌همپتون تاون اشاره کرد.